# Hierodula tenuidentata
Hierodula tenuidentata Saussure, 1869 è una specie di insetto mantoideo della famiglia Mantidae, diffusa prevalentemente in India e in Grecia.

## Descrizione
Di colore verde tenue. Le due tegmine presentano un piccolo ocello bianco ciascuna. Il pronoto inferiore presenta delle strisce orizzontali nere. Il capo è triangolare. Le ali sono leggermente più lunghe dell'addome. Può raggiungere 8-9 cm di lunghezza.

## Distribuzione e habitat
È ampiamente diffusa in India e in Grecia, nonché nel resto dei Balcani. Sono stati trovati esemplari in Kazakistan, e in Italia settentrionale.